# 神田寛明
神田 寛明（かんだ ひろあき）は、日本の音楽家、NHK交響楽団首席フルート奏者 。日本フルート協会理事。桐朋学園大学教授、大阪芸術大学客員教授、東京芸術大学講師。東京芸術大学卒業、同大学大学院修了。神奈川県出身。

## 経歴
NHK交響楽団などの公演を通じて出演。ソリストとしてNHK交響楽団、九州交響楽団、仙台フィルハーモニー管弦楽団、コリアンチェンバーアンサンブルなどと協奏曲を協演。「神田寛明と、響演」シリーズやN響メンバーによる木管五重奏、THE FLUTE QUARTET のメンバーとして室内楽活動を実施。フルート奏者4人組 THE FLUTE QUARTET（ザ・フルートカルテット）メンバーとしても活動。
二重奏、四重奏をはじめとするフルート・アンサンブル作品を数多く編曲・出版。安宅賞受賞。使用楽器は総銀製ハンドメイド“オペラ”で、米・パウエル社の木製フルートを愛用している。神戸や北京ニコレなどの国際コンクール、日本音楽、日本管打楽器、三田ユネスコなどのコンクールにおいて審査員を務める。アジア・フルート連盟東京常任理事。既婚、2男の父。
- 1991年、日本フルートコンヴェンション・コンクール第1位、日本管打楽器コンクール第1位。
- 1992年：ソウルにおいてA.ジョリヴェのフルート協奏曲を韓国初演。
- 1993年、東京芸術大学卒業。
- 1994年、NHK交響楽団入団。
- 1995年、1年間ウィーン国立音楽大学に留学。
- 1999年、N響首席フルート奏者。
- 2007年、東京芸術大学大学院修了。
- 2017年：一般公募の奏者による「フルート３００人アンサンブル」（神戸市など主催）で指揮を担当[8]。

## 著書
- もっと音楽が好きになる 上達の基本 フルート 音楽之友社 [9]　ISBN 4276145805
- ケーラー フルート演奏の上達 Op.33 第1巻: 15の初級練習曲（監修）音楽之友社[10] ISBN 4276606012
- ケーラー フルート演奏の上達 Op.33 第2巻: 12の中級練習曲（監修）音楽之友社 ISBN 4276606020
- ケーラー フルート演奏の上達 Op.33 第3巻: 8つの上級練習曲（監修）音楽之友社 ISBN 4276606039

60タイトル以上のフルートアンサンブル作品を編曲・出版。

## 関係
赤星恵一、金昌国、細川順三、ヴォルフガング・シュルツ、ハンスゲオルク・シュマイサーの各氏に師事。
松木さや、上野由恵、Cocomi、梶原一紘、神田勇哉、奥野由紀子、中村淳 を指導。

## CD
- 『APPASSIONATA』（2004年7月24日、マイスターミュージック）[11]
- 『モーツァルト・オペラデュオ』（2006年10月25日、オクタヴィアレコード）
- 『ケーラー：15のやさしい練習曲 作品33-1&12の中級練習曲 作品33-2』（2011年2月、B-Music）
- 『ガリボルディ:20の旋律的練習曲 作品88』（2011年2月、B-Music）
- 『ガリボルディ:かわいい練習曲 作品1312』（2011年2月、B-Music）
- 『アンデルセン:24の練習曲 作品21』（2011年2月、B-Music）[12]

その他、THE FLUTE QUARTETとしてのCDリリースあり。